# (37141) Povolný
(37141) Povolný – planetoida z pasa głównego asteroid okrążająca Słońce w ciągu 3 lat i 290 dni w średniej odległości 2,43 j.a. Została odkryta 2 listopada 2000 roku w obserwatorium astronomicznym w Ondřejovie przez Petra Pravca. Nazwa planetoidy pochodzi od Dalibora Povolnego (ur. 1924), czeskiego biologa. Przed jej nadaniem planetoida nosiła oznaczenie tymczasowe (37141) 2000 VZ38.